# Sol Seppy
Sol Seppy (* 31. Dezember 1969 in Wimbledon, England als Sophie Michalitsianos) ist eine britische Popsängerin, Songschreiberin und Produzentin.

## Biographie
Michalitsianos wurde in Wimbledon, England geboren und wuchs in Australien und Griechenland auf.
Nach einer Ausbildung an Klavier und Cello studierte sie in Sydney am dortigen Conservatorium of Music zeitgenössische Komposition und Orchester. Mit 23 Jahren zog Michalitsianos auf Einladung von Mark Linkous in die U.S.A., wo sie bei den Alben Good Morning Spider und Its A Wonderful Life seiner Indie-Rockband Sparklehorse mitwirkte. Nach ihrer Zeit bei Sparklehorse zog Michalitsianos nach Upstate New York, wo sie sich ein eigenes Studio einrichtete. Das Studio und fast alle ihre Kompositionen wurden bei einer Explosion zerstört, Michalitsianos selbst blieb unverletzt.
Am 10. April 2006 veröffentlichte sie ihr Debüt-Album The Bells of 1 2 auf Grönland Records/Rough Trade. Michalitsianos schrieb, sang, spielte und produzierte alle 12 Stücke auf dem Album selbst.
Am 1. März 2012 erschien die EP The Bird Calls, and Its Song Awakens the Air, and I Call zunächst auf iTunes und später auch unter anderem im FLAC-Format auf indieTorrent. Die EP erscheint nicht mehr bei Grönland Records und nur als Online-Download. Michalitsianos lebt in New York.

## Diskografie
| - The Bells of 1 2 (April 2006, Grönland Records) - Pssscheeow (EP, August 2006, Grönland Records) - The Bird Calls, and Its Song Awakens the Air, and I Call (EP, März 2012) - I Am As You Are (2018) | - Move (Januar 2006, Grönland Records) - Slo Fuzz (Mai 2006, Grönland Records) - Supermarket Sweep (August 2006, Grönland Records) |